# Fede di deposito
La fede di deposito è un documento rappresentativo di merce utilizzato negli scambi commerciali.

## Emissione
Al momento di entrata di merce in un magazzino viene rilasciato al depositante un "bollettino di entrata" che fornisce prova dell'avvenuto deposito ma che non ha valore rappresentativo di merce.
Per rendere la merce depositata liberamente trasferibile occorre sostituire il bollettino con un altro documento denominato: fede di deposito e nota di pegno(warrant). Tale documento è un foglio (staccato da un registro a matrice) suddiviso in due parti negoziabili congiuntamente o separatamente denominate:
- Fede di deposito,
- Nota di pegno,

## Contenuto
Il titolo deve indicare:
- Il nome ed il domicilio del depositante,
- il luogo del deposito.
- la natura, qualità e quantità delle cose depositate e gli estremi atte ad individuarle
- se per la merce sono stati pagati i diritti doganali e se è assicurata. Infatti i Magazzini Generali possono essere utilizzati anche come deposito doganale in sospensione di tributi doganali.

## Valore legale
Il documento, completo delle sue due parti, dà al possessore il diritto di farsi consegnare le merci ivi descritte oppure di ottenerne la divisione in più lotti con l'emissione di altrettanti titoli equipollenti in sostituzione del titolo globale.
Se invece le due parti del titolo vengono staccate esse diventano due titoli autonomi che possono circolare separatamente con trasferimento a mezzo girata conferendo ai possessori diritti distinti fra loro:
- al possessore della fede di deposito va il diritto di ritirare la merce. Se la merce è stata precedentemente costituita in pegno e la nota di pegno è stata staccata, sulla f.d.d appare la relativa annotazione con indicato l'importo del prestito, degli interessi e della scadenza. Il possessore della f.d.d. può effettuare il ritiro della merce (anche prima della scadenza) solo rimborsando debito e interessi.

- al possessore della nota di pegno vanno i diritti relativi al pegno della merce. Se infatti alla scadenza non è stato soddisfatto nelle sue spettanze (capitale ed interessi) egli fa elevare il protesto a termini della legge cambiaria. La merce viene venduta all'asta entro otto giorni e qualora il creditore non rientri in tutto o in parte del proprio credito egli può esperire azione cambiaria diretta contro i precedenti giratari del titolo.

## Funzione creditizia
La nota di pegno è dalla legge equiparata ad una cambiale e può quindi essere scontata. Le banche finanziatrici non gradiscono però questa forma tecnica che presuppone, prima dell'azione cambiaria, il realizzo all'asta della merce con le incognite che ne conseguono.
Sono abbastanza frequenti, invece, le anticipazioni bancarie su fedi di deposito (munite del relativo warrant).